# 박병천
박병천(1933년 11월 18일 ~ 2007년 11월 20일)은 대한민국의 국악인이다. 전남 진도에서 태어났다. 대금 명인 박종기의 형제인 박종인의 외손자로 어려서부터 음악을 배웠다. 씻김굿을 최초로 무대에 올렸으며, 현재 무형문화재 진도씻김굿 기능보유자이다. 